# كارلايل (كمبريا)
كارلايل هي مدينة بلدة إدارية تقع في مقاطعة كمبريا، إنجلترا. وهي اقع تاريخيا في إقليم كمبرلاند

## المناخ
يظهر الجدول التالي التغييرات المناخية على مدار السنة لكارلايل:
| البيانات المناخية لـكارلايل       | البيانات المناخية لـكارلايل | البيانات المناخية لـكارلايل | البيانات المناخية لـكارلايل | البيانات المناخية لـكارلايل | البيانات المناخية لـكارلايل | البيانات المناخية لـكارلايل | البيانات المناخية لـكارلايل | البيانات المناخية لـكارلايل | البيانات المناخية لـكارلايل | البيانات المناخية لـكارلايل | البيانات المناخية لـكارلايل | البيانات المناخية لـكارلايل | البيانات المناخية لـكارلايل |
| الشهر                             | يناير                       | فبراير                      | مارس                        | أبريل                       | مايو                        | يونيو                       | يوليو                       | أغسطس                       | سبتمبر                      | أكتوبر                      | نوفمبر                      | ديسمبر                      | المعدل السنوي               |
| --------------------------------- | --------------------------- | --------------------------- | --------------------------- | --------------------------- | --------------------------- | --------------------------- | --------------------------- | --------------------------- | --------------------------- | --------------------------- | --------------------------- | --------------------------- | --------------------------- |
| الدرجة القصوى °م (°ف)             | 14.7 (58.5)                 | 16.0 (60.8)                 | 19.7 (67.5)                 | 25.2 (77.4)                 | 28.1 (82.6)                 | 30.4 (86.7)                 | 32.6 (90.7)                 | 33.2 (91.8)                 | 27.4 (81.3)                 | 23.5 (74.3)                 | 18.2 (64.8)                 | 15.3 (59.5)                 | 33.2 (91.8)                 |
| متوسط درجة الحرارة الكبرى °م (°ف) | 6.9 (44.4)                  | 7.4 (45.3)                  | 9.5 (49.1)                  | 12.0 (53.6)                 | 15.4 (59.7)                 | 17.7 (63.9)                 | 19.6 (67.3)                 | 19.2 (66.6)                 | 16.8 (62.2)                 | 13.4 (56.1)                 | 9.7 (49.5)                  | 7.0 (44.6)                  | 12.9 (55.2)                 |
| متوسط درجة الحرارة الصغرى °م (°ف) | 1.6 (34.9)                  | 1.5 (34.7)                  | 2.9 (37.2)                  | 4.4 (39.9)                  | 6.8 (44.2)                  | 9.7 (49.5)                  | 11.7 (53.1)                 | 11.5 (52.7)                 | 9.5 (49.1)                  | 6.8 (44.2)                  | 3.9 (39.0)                  | 1.4 (34.5)                  | 6.0 (42.8)                  |
| أدنى درجة حرارة °م (°ف)           | −13.5 (7.7)                 | −14.9 (5.2)                 | −10.7 (12.7)                | −4.8 (23.4)                 | −1.6 (29.1)                 | 1.7 (35.1)                  | 3.4 (38.1)                  | 2.9 (37.2)                  | 0.6 (33.1)                  | −4.1 (24.6)                 | −9.2 (15.4)                 | −14.7 (5.5)                 | −14.9 (5.2)                 |
| الهطول مم (إنش)                   | 81.0 (3.19)                 | 62.3 (2.45)                 | 65.8 (2.59)                 | 49.5 (1.95)                 | 55.3 (2.18)                 | 66.4 (2.61)                 | 73.3 (2.89)                 | 79.1 (3.11)                 | 75.1 (2.96)                 | 95.4 (3.76)                 | 80.1 (3.15)                 | 88.8 (3.50)                 | 872.1 (34.33)               |
| ساعات سطوع الشمس الشهرية          | 51.6                        | 74.2                        | 103.8                       | 151.0                       | 195.0                       | 175.1                       | 169.9                       | 164.2                       | 125.9                       | 91.2                        | 59.6                        | 43.4                        | 1٬404٫7                     |
| المصدر: Met Office                |                             |                             |                             |                             |                             |                             |                             |                             |                             |                             |                             |                             |                             |

## توأمة
لكارلايل (كمبريا) اتفاقيات توأمة مع كل من:
- فلنسبورغ (1961 - )
- سووبسك

## أعلام
- مايك فيغيز
- غرانت هولت
- كيفن بيتي
- نيكولاس رايدلي
- نيكي فرينش
- جاك ليندسي
- ريج هيل
- راسيل كوغلين
- رون سيمبسون
- جورج ماكدونالد فرازير